# Anfiteatro romano de Siracusa

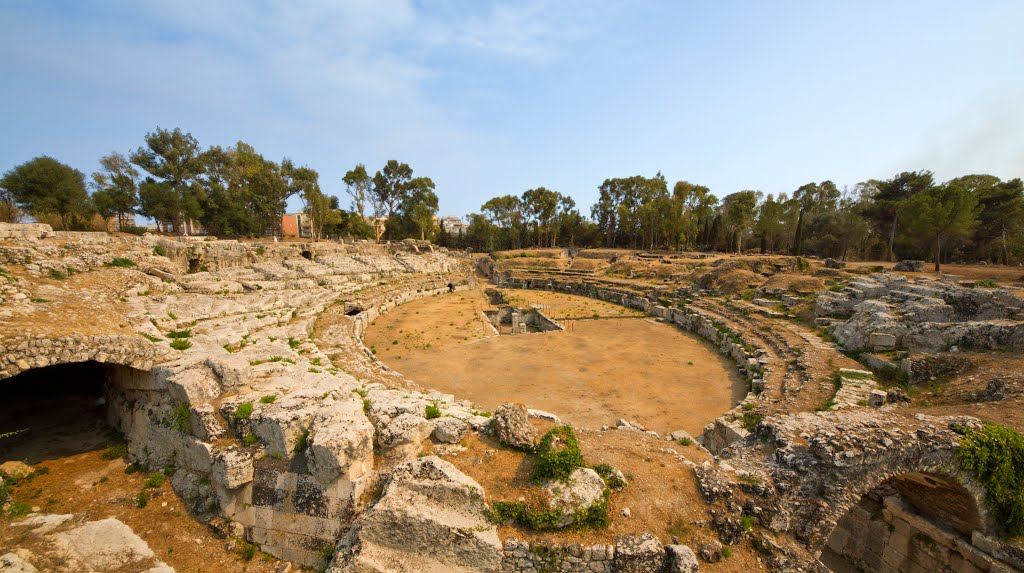
Ruínas do anfiteatro

O anfiteatro romano de Siracusa é uma construção da época romana na cidade de Siracusa, na Sicília.

## Localização
O anfiteatro está situado no antigo subúrbio de Nápoles, onde hoje é um parque arqueológico, próximo do teatro grego e do Altar de Hierão.

## Descrição
A estrutura tem dimensões monumentais, medindo cerca de 140 metros de comprimento e 119 metros de largura.
Havia duas entradas e um complicado sistema de degraus que levava dos níveis superiores ao exterior. No centro da arena havia um poço retangular, que foi originalmente coberto. Uma passagem subterrânea correu deste poço até a entrada no extremo sul do anfiteatro. Este poço e passagem foram necessários para o maquinário usado durante os shows. O assento na caverna é separado da própria arena por uma plataforma alta, sob a qual havia um corredor abobadado através do qual gladiadores entravam na arena. Acima disso estavam os assentos dianteiros, que eram reservados para indivíduos de alto escalão. As inscrições esculpidas nos blocos da grade foram editadas por Gentili e parecem ter sido destinadas a indicar as diferentes áreas de estar.
Mais acima, há outras duas passarelas cobertas correndo ao redor de toda a arena sob os assentos, enquanto uma terceira passarela correu ao redor do topo do monumento e pode ter tido um pórtico colonizado correndo ao redor do topo dele. A partir dessas passarelas circulares, uma série de passagens radiais permitiu o acesso aos diversos setores da caverna.
Quatro fragmentos de calcário de uma inscrição monumental ainda sobrevivem do anfiteatro, que provavelmente estava acima da entrada principal no extremo sul da arena, de acordo com Gentili.